# Hernicourt
Hernicourt ist eine französische Gemeinde mit 513 Einwohnern (Stand 1. Januar 2022) im Département Pas-de-Calais in der Region Hauts-de-France. Sie gehört zum Arrondissement Arras, zum Kanton Saint-Pol-sur-Ternoise und zum Gemeindeverband Ternois.

## Lage
Die Gemeinde Hernicourt liegt an der oberen Ternoise in der Landschaft Artois, 25 Kilometer südwestlich von Béthune. Nachbargemeinden von Hernicourt sind Hestrus im Norden, Conteville-en-Ternois im Nordosten, Troisvaux im Osten, Gauchin-Verloingt im Süden, Pierremont, Croix-en-Ternois im Südwesten, Wavrans-sur-Ternoise im Westen sowie Monchy-Cayeux und Fleury im Nordwesten.

## Bevölkerungsentwicklung
| Jahr                       | 1962 | 1968 | 1975 | 1982 | 1990 | 1999 | 2006 | 2016 | 2022 |
| -------------------------- | ---- | ---- | ---- | ---- | ---- | ---- | ---- | ---- | ---- |
| Einwohner                  | 369  | 373  | 378  | 395  | 416  | 423  | 444  | 559  | 513  |
| Quellen: Cassini und INSEE |      |      |      |      |      |      |      |      |      |

## Sehenswürdigkeiten
- Kirche Saint-Vaast
- Kirche Saint-Martin